# Philomena Lee
Annie Philomena Lee (Newcastle West, 24 de marzo de 1933) es una activista irlandesa por el derecho a la identidad y la búsqueda de niños vendidos en adopciones ilegales. Ella misma fue víctima de su causa, cuando estando recluida en un asilo de las Magdalenas se la despojó de su hijo y fue vendido a una familia extranjera por la Iglesia católica; al que buscó toda su vida y era Michael Hess.

## Biografía
Su madre murió de tuberculosis cuando Philomena tenía seis años y su padre, un carnicero, envió a Lee y sus hermanas a una escuela del convento. Después de que Lee completó su educación formal en la abadía, se fue a vivir con una tía materna.
Cuando era soltera y tenía 18 años quedó embarazada. Su padre desaprobó la conducta por no estar casada y la recluyó en la Abadía Sean Ross, una abadía tristemente famosa por ser un asilo de las Magdalenas. En julio de 1952 dio a luz a un varón al que llamó Anthony Lee y lo crio hasta los 4 años, cuando fue obligada por las monjas a firmar los papeles de adopción en beneficio de una pareja estadounidense; esto era práctica común en esa Irlanda y hoy incurriría en ilegalidad.

### Vida posterior
Philomena logró recibirse de enfermera, se casó en 1959 y tuvo dos hijos más, pero luego se divorció. Más tarde se volvió a casar.
En febrero de 2014 fue a la plaza de San Pedro, acompañada por el actor Steve Coogan, para entrevistarse con el papa Francisco y reclamar la cooperación de la iglesia católica en las investigaciones de niños robados a sus madres pobres y vendidos a familias extranjeras en Irlanda. Philomena y el actor fueron invitados por el papa y tras su reunión con el papa dijo «Como muestra la película, siempre he puesto mucha fe en la iglesia y la buena voluntad para corregir los errores del pasado. Espero y creo que su Santidad el Papa Francisco se una a mí en la lucha para ayudar a las miles de madres y niños que necesitan cerrar sus propias historias.»

## Búsqueda de Anthony
Consultó varias veces a la Abadía Sean Ross por su primer hijo, pero nunca obtuvo respuestas de las Hermanas de los Sagrados Corazones de Jesús y María. Luego se enteraría que su primogénito había viajado desde el otro hemisferio y preguntado por ella en la abadía, un total de tres veces: las monjas nunca se lo contaron.
En 2003 Philomena contactó al periodista Martin Sixsmith para contarle su historia. Él inició una investigación y realizó la búsqueda de Anthony Lee. Al final ambos se sorprendieron al descubrir la identidad del hijo perdido: se llamaba Michael Hess, era un prestigioso abogado que había logrado ser un asesor de la Casa Blanca, durante la Presidencia de Ronald Reagan, y estaba muerto.

## Legado
La historia fue publicada en un libro y salió en un artículo de la BBC, generando una fuerte presión de la comunidad a las investigaciones sobre las adopciones ilegales en Irlanda. Del libro se hizo una película de Stephen Frears en 2013: Philomena.
El caso de Hess se hizo famoso en todo el mundo por la película, donde la admirada Judi Dench interpretó a Philomena y provocó una fuerte reacción en Irlanda, donde se impulsó la búsqueda de los niños adoptados ilegalmente y se vio disminuido el catolicismo en la comunidad. Lee visita todos los años la tumba de su hijo y dijo estar contenta por la vida de Anthony, reconociendo que bajo su crianza nunca hubiera logrado el mismo éxito profesional.